# 楊焯
楊焯（?—?），順天府固安縣（今河北省固安縣）人，中國清朝官員、同進士出身。
楊焯為乾隆十六年（1751年）辛未科三甲進士。歷任江西盧溪、貴州貴定等縣知縣，後升吏部文選司主事、戶部山東司員外郎。